# Господарське право
Господа́рське пра́во або економі́чне пра́во — це галузь права, норми якої регулюють відносини, що виникають у процесі організації та здійснення господарської діяльності, пов'язаної із виготовленням та реалізацією продукції, виконанням робіт та наданням послуг для задоволення суспільних потреб та потреб окремих споживачів. Нормативною основою господарського права виступає господарське законодавство..
Господарська діяльність як предмет регулювання господарського права виділяється своєю складністю, багатоетапністю, професійним і систематичним характером, що відрізняє цю діяльність від споживчих відносин, де цілком діють норми цивільного права.
Концепція господарського права заснована на узгодженні приватноправових (горизонтальних) і публічно-правових (вертикальних) відносин у сфері господарювання, що передбачає формування відповідних правових норм на основі поєднання ринкового саморегулювання економічних відносин та державного регулювання макроекономічних процесів.
Вважається, що поза таким узгодженням приватноправові і публічно-правові відносини у сфері господарювання розвиваються різноспрямовано, суперечать один одному, стримуючи розвиток економічних відносин і створюючи колізії в їх правовому регулюванні.

## Виноски
1. ↑  Юридична енциклопедія: В 6 т. / Редкол: Ю.С. Шемшученко (відп. ред.) та ін. – К.: Укр. енцикл., 1998. – Т. 1. – 1998. – С. 621